# Iso Perälampi
Iso Perälampi och Pieni Perälampi, eller Perälammit är sjöar i Finland. De ligger i kommunen Sodankylä i landskapet Lappland, i den norra delen av landet, 800 km norr om huvudstaden Helsingfors. Perälammit ligger 202,6 meter över havet. Arean är 20,3 hektar och strandlinjen är 2,1 kilometer lång. Sjön  ingår i Kemi älvs huvudavrinningsområde. 